# Noors herrgård
Noors herrgård är en herrgård i Roslags-Bro socken och Norrtälje kommun.
Godset tillhörde tidigare ätterna Tre Rosor och Bielke, blev säteri i början av 1600-talet och tillhörde då släkten Oxenstierna. Nuvarande huvudbyggnad i trä i två våningar uppfördes troligen på 1700-talet. Noor blev 1773 fideikommiss inom ätten Skjöldebrand.